# روکا (داغستان)
روکا (به لاتین: Ruka) یک منطقهٔ مسکونی در روسیه است که در شهرستان کایتاگسکی واقع شده‌است.